# Ariadne dongalae
Ariadne dongalae är en fjärilsart som beskrevs av Hans Fruhstorfer 1903. Ariadne dongalae ingår i släktet Ariadne och familjen praktfjärilar. Inga underarter finns listade i Catalogue of Life.